# Doris Johannessen
Doris Johannessen, född 1886 i Bergen, död 1981, var en norsk skådespelare.
Från sin debut 1905 arbetade hon vid Den Nationale Scene i Bergen, förutom säsongerna 1908–1911, då hon var vid Nationaltheatret. Bland hennes ungflickeroller märks Hedvig i Henrik Ibsens Vildanden och Aagot i Bjørnstjerne Bjørnsons Leonarda. På Nationaltheatret spelade hon Desdemona i Othello och drottningen i Hans E. Kincks Agilulf den vise. Senare i karriären gjorde hon särskilt komiska roller, men hade också karaktärsroller. Hon arbetade också som instruktör på teatern.